# سلفون

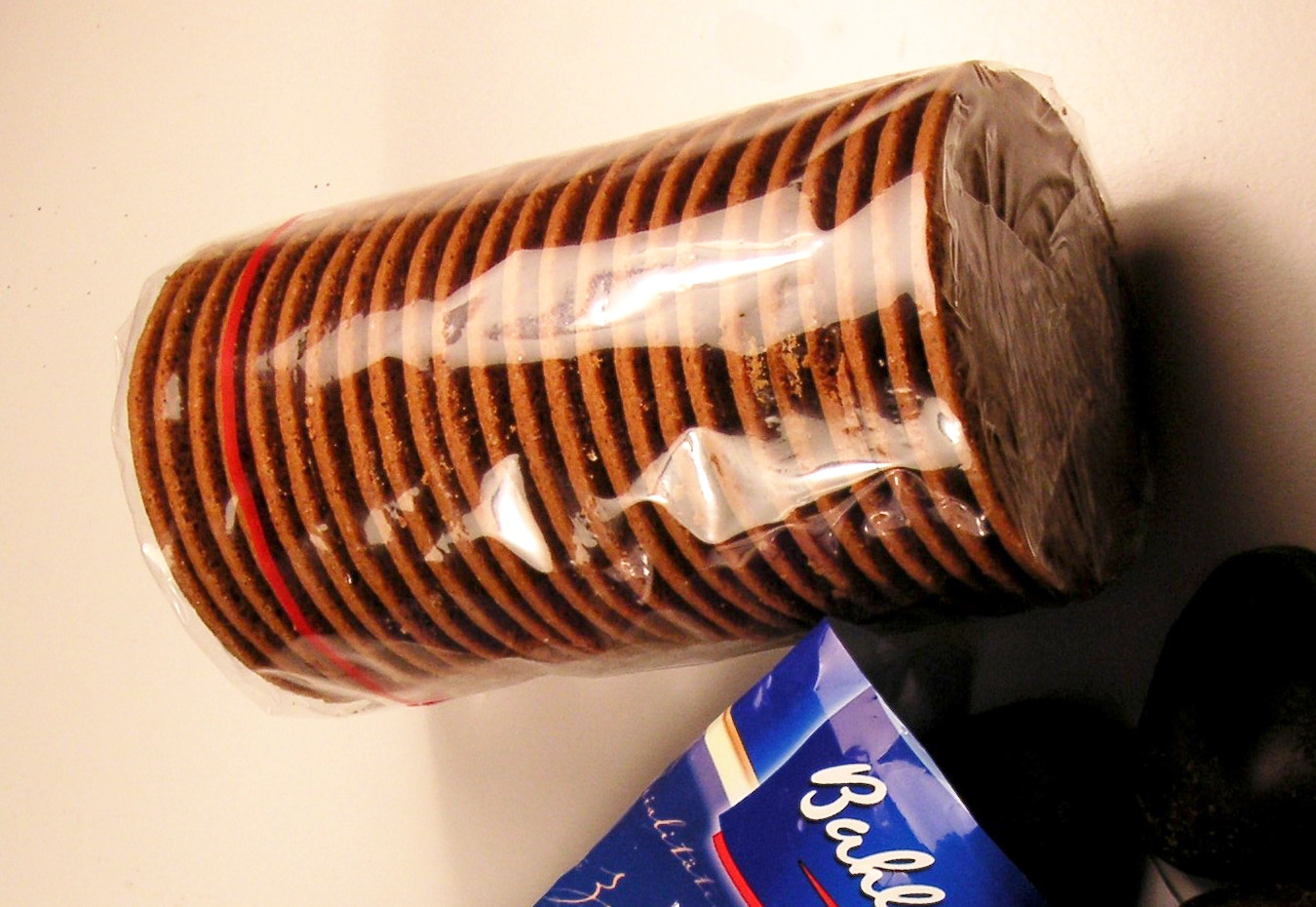
پاکت سمت راست از جنس سلفون شفاف حاوی بیسکویت و پاکت سمت چپ از جنس سلفون چاپ شده‌است که حاوی نان زنجبیلی می‌باشد.

سلفون (به انگلیسی: Cellophane) نوعی کاغذی است نازک و شفاف که از سلولز به دست می‌آید. از سلفون در بسته‌بندی‌های غذایی زیاد استفاده می‌شود. این محصول نخستین بار در سال ۱۹۲۴ در ایالات متحده به صورت تجاری عرضه شد و توانست تحول عظیمی در صنعت بسته‌بندی ایجاد کند. اگرچه در دهه ۶۰ میلادی با آمدن پلیمرهای صنعتی مانند پلی اتیلن، مصرف سلولز و مشتقات آن در صنایع بسته‌بندی کمتر شد اما همچنان این مواد به دلایلی چون قابلیت چاپ راحتر، مورد اقبال عمومی هستند.

## تاریخچه
سلفون(Cellophane) به مرور زمان به سلفون تغییر کرد و امروزه با این نام شناخته میشود. ایده اولیه این محصول به سال ۱۹۰۸ در فرانسه برمیگردد، زمانی که جکوئیس برندربرگ در رستورانی نشسته بود و متوجه ریختن نوشیدنی شخصی بر روی میز و ناراحتی او شد، پس از این ماجرا او تصمیم گرفت تا محافظ یا پوششی درست کند که مانع جذب مایعات شود.
وی به پشتوانه دانش و امکاناتی که از کارکردن در یک شرکت فرانسوی نساجی ( Blanchisserie et Teinturerie de Thaon ) داشت در ابتدا توانست با طراحی سیستمی و استفاده از الیاف ویسکوزی پودر ضد آب را روی پارچه اسپری کند، با این کار اولین فیلم ویسکوزی تولید شد.
این تلاش چندان رضایت بخش نبود چرا که این فیلم بسیار سفت بود و به راحتی از پارچه جدا میشد ،این شرکت طی ۱۰ سال تلاش توانست فیلمهای پلیمری که جکوئیس ایده آن را داده بود بهبود ببخشد ،آنها با افزودن گلیسیرین سعی کردند تا محصول خود را نرم تر کنند .سرانجام در سال ۱۹۱۲ جکوئیس توانست اولین ماشین ساخت فیلم های سلفونی را وارد خط تولید شرکت کند. سلفون از ترکیب دو واژه سلولوز و دیافین به معنی شفاف گرفته شده است.
شرکت شکلات سازی آمریکایی با نام تجاری White Man’s Candy اولین مصرف کننده سلفون بود. این شرکت در سال ۱۹۱۲ اقدام به استفاده از این محصول در بسته بندی شکلات های خود کرد. در آن زمان این کالا تنها در کشور فرانسه تولید میشد و ایالات متحده به مدت ۱۲ سال بزرگترین وارد کننده آن بود. در سال ۱۹۲۴ شرکتی با نام DuPont اقدام به راه اندازی خط تولید سلفون در ایالات متحده کرد و تاریخچه سلفون در این کشور رقم خورد.
در ابتدای ورود این محصول مردم استقبال زیادی نداشتند چرا که سلفون با وجود ضد آب بودن، ضد بخار نبود. این موضوع سبب شد که نتوان از سلفون در صنایع بسته بندی که نیاز به بخار داشتند استفاده شود. در این زمان شیمیدانی به نام ویلیام هال چارچ پس از ۳ سال تحقیق توانست در سال ۱۹۲۷ با استفاده از نیتروسلولوز های لاکی سلفون را ضد بخار و ضد رطوبت کند و باعث همگانی شدن سلفون در صنعت بسته بندی شد. سلفون به طور مداوم از سال ۱۹۳۰ تا کنون جزو  اصلی ترین آیتم های صنعت بسته بندی و چاپ بود. از سال ۱۹۶۰ به بعد شاخه های مختلفی با ویژگی های متنوع از سلفون ها ایجاد شدند و این تاریخچه تا به امروز ادامه دارد .